# Nguyễn Quốc Luận
Nguyễn Quốc Luận (sinh ngày 29 tháng 10 năm 1975) là Đại biểu Quốc hội nước Cộng hòa xã hội chủ nghĩa Việt Nam. Ông hiện là Tỉnh ủy viên, Phó Trưởng Đoàn Đại biểu Quốc hội chuyên trách tỉnh Yên Bái, Ủy viên Ủy ban Kinh tế của Quốc hội, Đại biểu Quốc hội khóa XV từ Yên Bái. Ông từng là Trưởng Ban Tài chính – Ngân sách Hội đồng nhân dân tỉnh Yên Bái; Chánh Văn phòng Đoàn Đại biểu Quốc hội và Hội đồng nhân dân tỉnh Yên Bái.
Nguyễn Quốc Luận là đảng viên Đảng Cộng sản Việt Nam, học vị Cử nhân Kinh tế đầu tư, Kinh tế chính trị, Thạc sĩ Quản trị kinh doanh, Cao cấp lý luận chính trị. Ông có sự nghiệp đều công tác ở quê nhà Yên Bái.

## Xuất thân và giáo dục
Nguyễn Quốc Luận sinh ngày 29 tháng 10 năm 1975 tại xã Tân Thịnh, huyện Văn Chấn, tỉnh Yên Bái. Ông lớn lên và tốt nghiệp phổ thông 12/12 ở Văn Chấn, theo học đại học ở Hà Nội và có hai bằng đại học gồm Cử nhân Kinh tế đầu tư và Cử nhân Kinh tế chính trị, sau đó tiếp tục học cao học và nhận bằng Thạc sĩ Quản trị kinh doanh. Ông được kết nạp Đảng Cộng sản Việt Nam vào ngày 27 tháng 2 năm 2007, trở thành đảng viên chính thức sau đó 1 năm, từng theo học các khóa chính trị ở Học viện Chính trị Quốc gia Hồ Chí Minh và tốt nghiệp Cao cấp lý luận chính trị. Hiện ông thường trú ở phường Minh Tân, thành phố Yên Bái, tỉnh Yên Bái.

## Sự nghiệp
Tháng 11 năm 1999, Nguyễn Quốc Luận ký kết hợp đồng lao động với Sở Kế hoạch và Đầu tư tỉnh Yên Bái, là cán bộ hợp đồng của Phòng Công nghiệp – Dịch vụ. Đến tháng 2 năm 2003, ông được điều sang Phòng Đăng ký kinh doanh và đổi mới doanh nghiệp của Sở, tiếp tục là cán bộ hợp đồng, cho đến tháng 9 năm này thì được tuyển dụng công chức vào Ủy ban nhân dân tỉnh Yên Bái. Tháng 11 cùng năm, ông được phân công làm chuyên gia tư vấn cho Dự án Chia sẻ huyện Văn Chấn thuộc Sở Kế hoạch và Đầu tư tỉnh Yên Bái, cho đến tháng 2 năm 2005 thì được bổ nhiệm làm Chuyên viên Phòng Kinh tế đối ngoại của Sở, kiêm Điều phối viên của Ban Thư ký Dự án Chia sẻ tỉnh Yên Bái. Tháng 1 năm 2006, ông được thăng chức Phó Trưởng phòng Kinh tế đối ngoại, kiêm Phó Giám đốc Ban Thư ký Dự án Chia sẻ tỉnh Yên Bái, sau đó 2 năm thì được điều chuyển làm Chánh Thanh tra Sở, thêm 2 năm nữa cho đến tháng 8 năm 2010 thì trở lại Phòng Kinh tế đối ngoại làm Trưởng phòng. Tháng 7 năm 2021, ông trúng cử Đại biểu Hội đồng nhân dân tỉnh Yên Bái khóa XVII, nhiệm kỳ 2011–2016;, nhậm chức Phó Trưởng ban chuyên trách Ban Kinh tế – Ngân sách.
Tháng 8 năm 2014, Nguyễn Quốc Luận được bổ nhiệm làm Chánh Văn phòng Đoàn Đại biểu Quốc hội và Hội đồng nhân dân tỉnh Yên Bái, vẫn kiêm nhiệm vị trí Phó Trưởng Ban Kinh tế – Ngân sách Hội đồng nhân dân tỉnh. Tháng 7 năm 2016, khi văn phòng dân cử được điều chỉnh, ông nhậm chức Chánh Văn phòng Hội đồng nhân dân tỉnh, đến tháng 1 năm 2019 thì một lần nữa điều chuyển và giữ chức Phó Chánh Văn phòng Đoàn Đại biểu Quốc hội, Hội đồng nhân dân và Ủy ban nhân dân tỉnh Yên Bái. Tháng 3 năm 2019, ông được phê chuẩn làm Trưởng Ban Kinh tế – Ngân sách Hội đồng nhân dân tỉnh, và là Bí thư Chi bộ Đại biểu Hội đồng nhân dân chuyên trách. Vào tháng 10 năm 2020, tại Đại hội Đảng bộ tỉnh Yên Bái lần thứ XIX, nhiệm kỳ 2020–2025, ông được bầu vào Ban Chấp hành Đảng bộ tỉnh. Năm 2021, ông được Ủy ban Mặt trận Tổ quốc Việt Nam tỉnh giới thiệu tham gia ứng cử đại biểu quốc hội từ Yên Bái, bầu cử ở đơn vị bầu cử số 2 gồm thị xã Nghĩa Lộ, huyện Văn Chấn, Trạm Tấu, Mù Cang Chải, Văn Yên, rồi trúng cử Đại biểu Quốc hội khóa XV với tỷ lệ 94,48%. Ngày 21 tháng 7 năm 2021, ông được phê chuẩn làm Ủy viên Ủy ban Kinh tế của Quốc hội và Phó Trưởng Đoàn Đại biểu Quốc hội chuyên trách tỉnh Yên Bái.